# Анастасия (дем Зиляхово)
Вижте пояснителната страница за други значения на Анастасия.
Анастасѝя или Анасташа̀ (на гръцки: Αναστασία) е село в Република Гърция, дем Зиляхово, област Централна Македония с 362 жители (2001).

## География
Селото е в историко-географската област Зъхна, в южното подножие на планината Сминица (Меникио). От демовия център Зиляхово (Неа Зихни) е отдалечено на около 4 километра в северна посока.

## История
В селото е запазена средновековната църква „Света Анастасия Узорешителница“ (Фармаколитрия).

### В Османската империя
Гръцка статистика от 1866 година показва Анастасия (Αναστασιά) като село със 125 жители гърци.
Александър Синве ("Les Grecs de l’Empire Ottoman. Etude Statistique et Ethnographique"), който се основава на гръцки данни, в 1878 година пише, че в Анастасия (Anastasia) живеят 90 гърци.
В „Етнография на вилаетите Адрианопол, Монастир и Салоника“, издадена в Константинопол в 1878 година и отразяваща статистиката на населението от 1873, Анастасия (Anastasia) е посочено като село с 16 домакинства и 54 гърци.
В 1889 година Стефан Веркович („Топографическо-этнографическій очеркъ Македоніи“) отбелязва Анасташія като село с 25 български къщи. Според Георги Стрезов към 1891 Анастасия е гръцко село.
Към 1900 година според статистиката на Васил Кънчов („Македония. Етнография и статистика“), населението на Анасташа̀ (Анастасия) брои 260 българи-християни.
По данни на секретаря на Българската екзархия Димитър Мишев („La Macédoine et sa Population Chrétienne“) през 1905 година в Анастасия (Anastassia) има 200 гърци.

### В Гърция
След Междусъюзническата война в 1913 година селото попада в Гърция.
| Име                 | Име            | Ново име      | Ново име       | Описание                                    |
| ------------------- | -------------- | ------------- | -------------- | ------------------------------------------- |
| Карабас баир        | Καραμπάς Μπαϊρ | Маврокефалос  | Μαυροκέφαλος   | връх в Сминица на С от Анастасия (1045 m)   |
| Зъхна махала        | Ζίχνα Μαχαλέ   | Ерипия Зихнис | Έρείπια Ζίχνης | бивше село в Сминица на С от Анастасия      |
| Коджа Орман         | Κοτζά Όρμάν    | Мегало Дасос  | Μεγάλο Δάσος   |                                             |
| Махмут              | Μαχμούτ Ράχη   | Плая          | Πλαγιά         | възвишение в Сминица З от Анастасия (363 m) |
| Цицолити или Цицили | Τσιτσιλή       | Лулудорема    | Λουλουδόρεμα   | сминишка река З от Анастасия                |